# Гран-при Наций (женский)
Гран-при Наций (фр. Grand Prix des Nations) — шоссейная однодневная велогонка, проходившая по территории Франции с 1988 по 2004 год. Являлась женской версией мужской гонки Гран-при Наций.

## История
Гонка была создана в 1988 и изначально проводилась нерегулярно в рамках национального календаря. В 1996 году вошла в Женский мировой шоссейный календарь UCI в котором просуществовала до 2004 года включительно. В нём проводилась ежегодно за исключением 2002 года.
Через год после отмены и своего прекращения в 2006 году объединилась с Хроно Наций.
Гонка проводилась в формате индивидуальной гонки. Её маршрут был проложен на северо-западе Франции в разных городах департамента Приморская Сена региона Нормандия. В частности в Гавре, Дьепе, Сен-Ромен-де-Кольбоске. Дистанция представляла собой круг протяжённостью от 35 до 37,5 км которых преодолевали один раза. Проходила во второй половине сентября.
Рекордсменками с двумя победами стали француженка Жанни Лонго и австралийка Анна Уилсон-Миллуорд.

## Призёры
| Год  | Победитель         | Второй             | Третий                 |
| ---- | ------------------ | ------------------ | ---------------------- |
| 1988 | Теа Викстедт-Ныман | Сесиль Оден        | Ханна Мальмберг        |
| 1994 | Диана Жилюте       | Барбара Хееб       | Кордула Грубер         |
| 1996 | Жанни Лонго        | Ханка Купфернагель | Наталья Бубенчикова    |
| 1997 | Жанни Лонго        | Зульфия Забирова   | Алессандра Каппеллотто |
| 1998 | Зульфия Забирова   | Кэти Уотт          | Мари Холден            |
| 1999 | Анна Уилсон        | Жанни Лонго        | Элизабет Эмери         |
| 2000 | Ханка Купфернагель | Альбина Кэйли      | Жеральдина Лёвенгут    |
| 2001 | Анна Миллуорд      | Солрун Флатос      | Катрин Марсаль         |
| 2003 | Карин Тюриг        | Ханка Купфернагель | Жанни Лонго            |
| 2004 | Приска Доппман     | Эдвиж Питель       | Катрин Марсаль         |